# Dendrochilum luzonense
Dendrochilum luzonense är en orkidéart som beskrevs av Oakes Ames. Dendrochilum luzonense ingår i släktet Dendrochilum och familjen orkidéer. Inga underarter finns listade i Catalogue of Life.